# エリク・ノルドグレン
エリク・ノルドグレン（Erik Nordgren, 1913年2月13日 - 1992年3月6日）は、スウェーデンの作曲家。
マルメヒュース（現在のマルメ）出身。ストックホルム音楽大学でヴァイオリン、指揮、作曲を学んだ。1953年から1967年までスウェーデン映画制作会社の音楽部長を務め、1967年から1976年までスウェーデンラジオ放送交響楽団の音楽監督を務めた。イングマール・ベルイマン監督作品の映画音楽を多く手がけたことで知られている。

## 主要な作品
- 1949年 『渇望』 - Törst
- 1950年 『それはここでは起こらない』 - Sånt händer inte här
- 1950年 『夏の遊び』 - Sommarlek
- 1952年 『シークレット・オブ・ウーマン』 - Kvinnors väntan
- 1952年 『不良少女モニカ』 - Sommaren med Monika
- 1955年 『夏の夜は三たび微笑む』 - Sommarnattens leende
- 1956年 『第七の封印』 - Det Sjunde inseglet
- 1957年 『野いちご』 - Smultronstället
- 1958年 『魔術師』 - Ansiktet
- 1959年 『処女の泉』 - Jungfrukällan
- 1960年 『悪魔の眼』 - Djävulens öga
- 1961年 『鏡の中にある如く』 - Såsom i en spegel
- 1964年 『この女たちのすべてを語らないために』 - För att inte tala om alla dessa kvinnor
- 1971年 『移民者たち』 - Utvandrarna